# Валигура, Яков Степанович

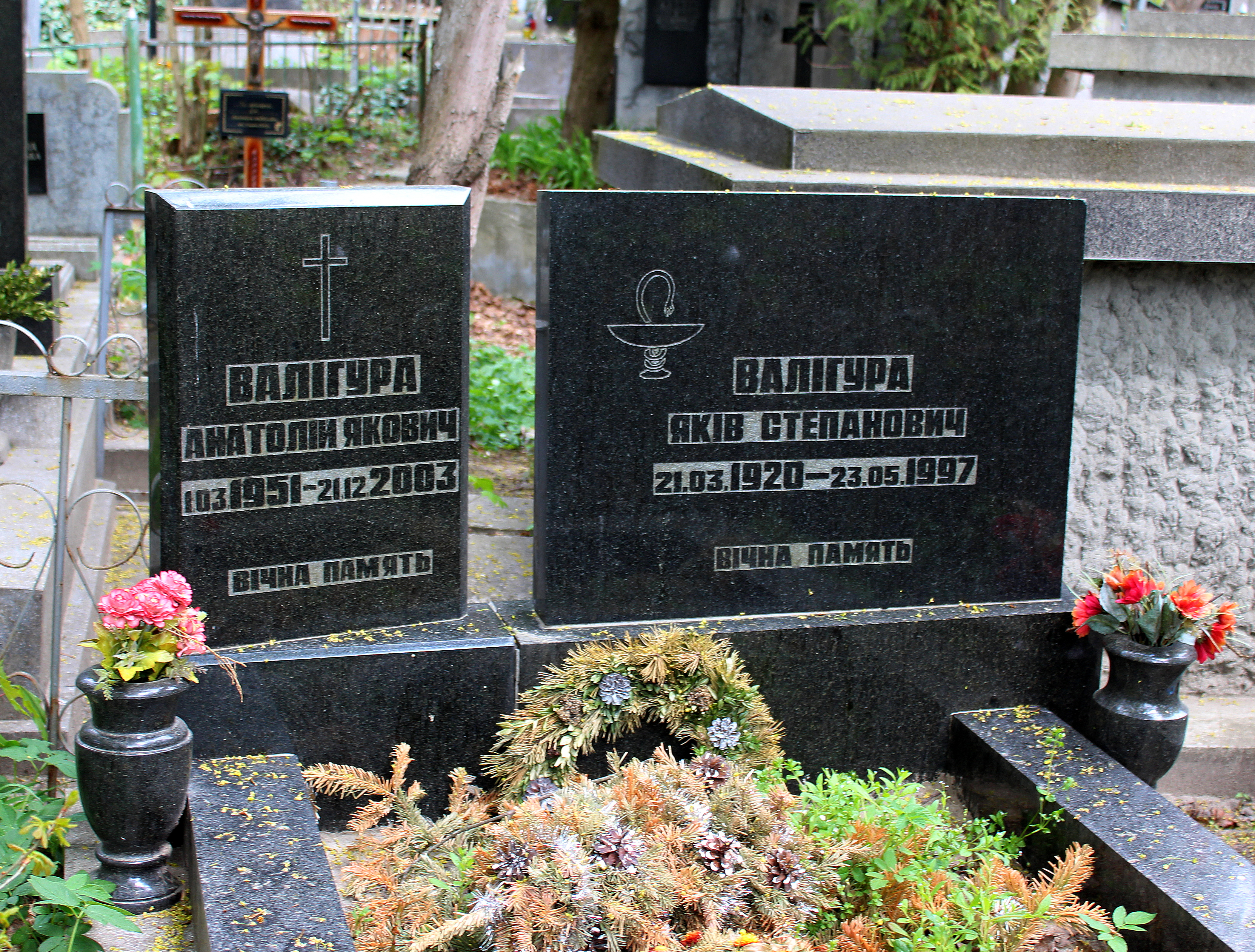

Яков Степанович Валигу́ра (укр. Яків Степанович Валігура; 21 марта 1920, с. Борков (ныне Литинского района, Винницкой области Украины) — 23 мая 1997, Львов) — украинский и советский медик, хирург, педагог, профессор (1968), доктор медицинских наук (1967), заслуженный работник высшей школы УССР (1979).

## Биография
В 1950 году окончил Львовский медицинский институт (теперь Львовский национальный медицинский университет имени Данила Галицкого).
С 1950 по 1952 год работал клиническим ординатором, затем до 1957 г. ассистентом, доцентом (1957—1967) Львовского медицинского института.
В 1958—1961 гг. — главный хирург советского госпиталя Красного Креста в Эфиопии.
Декан факультета усовершенствования врачей (1961—1964), декан лечебного факультета (1969—1973) Львовского медицинского института.
Профессор (1968—1973), заведующий кафедрой факультетской хирургии педиатрического и санитарно-гигиенического факультетов (1973—1985), профессор кафедры хирургии (1985—1991) Львовского медицинского института.
В 1973—1985 — заведующий кафедрой факультетской хирургии педиатрического и санитарно-гигиенического факультетов
Кандидат медицинских наук (1954), доцент (1958), доктор медицинских наук (1967), профессор (1968).
Заслуженный работник высшей школы УССР (1979).
Умер в г. Львов , похоронен на Яновском кладбище.

## Научная деятельность
Проводил научные исследования в области совершенствования методов хирургического лечения бедренных грыж и сдавливающих перикардитов, занимался вопросами парентерального питания в хирургии, изучения нарушений метаболизма и его коррекции при панкреатите и после операций на жëлчных путях, диагностики и лечения острого панкреатита.
Автор около 140 научных и учебно-методических работ, среди них монография «Хронические сдавливающие перикардиты».
Подготовил 4 кандидатов наук.